# 마카베오하
마카베오하(공동번역), 마카베오기 하권(로마 카톨릭), 마카베오기 2권(동방정교회)(그리스어: Μακκαβαίων 마카베온[*], 히브리어: המכבי 마카비, 영어: Book of Maccabees)는 제2경전중 하나로 안티오코스 4세 에피파네스에 대항하여 일어난 마카비 혁명에 관한 내용이 담겨있다.
마카베오상과 다르게 마카베오하는 코이네 그리스어로 기록했으며, 아마도 이집트 알렉산드리아에서 기원전 124년경에 기록했다고 추측한다. 마카베오상 첫 일곱장에서 다룬 역사적 사건들에 관한 개정판으로, 죽은 자를 위한 기도, 최후의 심판에서 죽은 자의 부활 등 바리새파의 전통에 관한 이야기를 추가했다. 또한 상권과는 다르게 이집트에 사는 유대인들에게 보내는 편지와 저자의 머리말 등이 실려있고, 기원전 161년에 유대인의 영웅 유다 마카베오가 셀레우코스 제국의 장군 니가노르를 무찌르는 이야기로 끝난다.
이 책의 교리적 내용 대부분을 수용하지 않는 유대인과 개신교와는 다르게, 로마 가톨릭교회와 동방 정교회는 정경으로 받아들이고 있다. 일부 기독교도들은 마카베오하권을 외경들 중 하나로 간주한다. 영국 성공회 39개조 신조는 제6조에서 이 책이 유용하나 교리를 만드는데 적용해서는 안되며 구원에 불필요한 책이라고 말하고 있다.

## 저자
마카베오하의 저자는 키레네 사람 야손이 쓴 다섯 책을 요약하여 한 권으로 담는 것이 목적이라고 말하고 있으나(2장 19-23절), 원문이 소실된 관계로 얼마나 많은 부분이 중복되는지는 알 수 없다. 하지만 서문, 에필로그, 그리고 양심에 대한 몇몇 부분은 야손이 아닌 저자가 직접 작성한 것으로 간주된다. 야손의 저작은 기원전 100년 전후에 쓰여져, 니가노르의 패배까지의 이야기를 담고 있는 것으로 보인다. 또한 마카베오하가 히브리어로 쓰였다는 증거가 없으므로 처음부터 헬라어로 쓰여졌을 가능성이 높다.
이 책의 서두에는 예루살렘의 유대인들이 이집트에 사는 디아스포라 유대인들에게 쓴 두편의 편지가 들어있다. 첫째 편지와 둘째 편지는 각각 성전정화와 니가노르의 패배를 기념할 것을 권하는 내용을 담고 있다. 만일 마카베오하의 저자가 이 두 편지를 본문에 삽입한 것이라면, 이 책은 둘째 편지가 쓰여진 기원전 124년 이후에 쓰여졌을 것이다. 실제로 일부 학자들을 제외하고선 이 편지들을 저자가 삽입했을것이라는 입장을 유지하고 있다. 가톨릭 학자들은 마카베오하의 연대를 기원전 2세기 말엽으로, 유대인 학자들은 기원전 1세기 후반으로 추정하고 있다.

## 내용

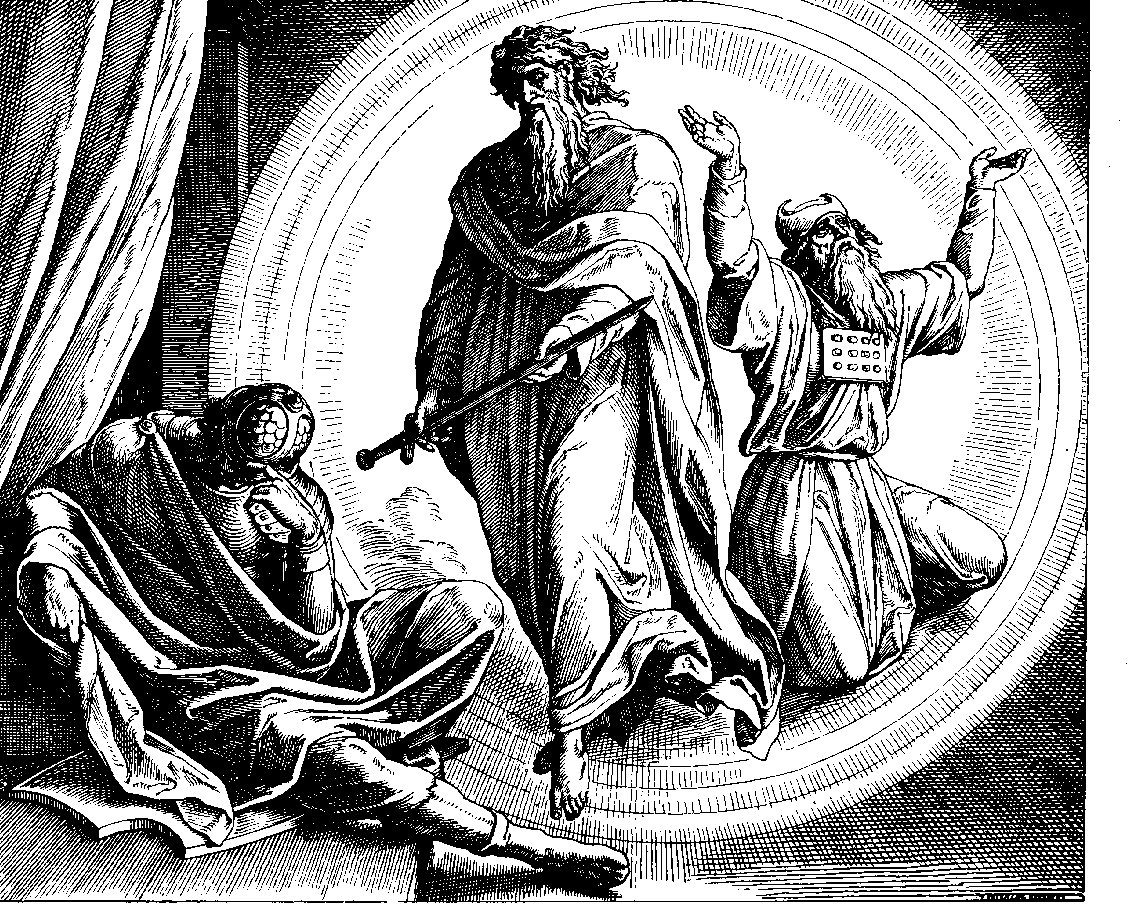
유다 마카베오의 환상 (1860), 율리우스 슈노르 폰 카롤스펠트의 목판화

마카베오상과 다르게 마카베오하는 모든 사건을 완벽하게 기술하는 것을 목적으로 두지 않는다. 대신 대사제(대제사장) 오니아스 3세와 셀레우코스 4세의 이야기(180 BC)부터 니가노르의 패배(161 BC)까지의 이야기를 기술한다.
마카베오상과 연대기적으로 비슷한 내용을 서술하고 있으며, 상권을 보충한다는 점과 당시를 다루는 몇 안되는 사료라는 점에서 역사적 의미가 있다. 하권은 사건들에 대한 신학적 해석을 주로 제공한다. 특히 이 책에서 서술하는 하나님은 악한자들을 심판하고 제2성전을 회복시키는 등 사건에 직접 개입하는 모습을 보여준다. 이 책의 일부 사건들은 신학적 목적으로 연대기적 서술에서 벗어나있다는 주장이 제시되었는데, 이 책이 연대기적으로 서술되었다는 증거가 빈약하다 하더라도 다른 방식으로 서술되었다고 주장할 이유가 적다. 군대의 규모를 묘사할 때 과장된 모습을 보여주기도 하는데, 그 규모가 사본끼리 일치하지 않는다.
작가는 수준높은 헬라어를 사용하며, 그리스식 풍습에 박식한 모습을 보여준다. 이 책의 내용은 안티오코스 4세 에피파네스의 죽음 이후 성전 설립을 기념하는 축일을 가지는 데에서 시작된다. 니가노르는 성전을 공격하다가 마카베오에 의해 패배하고 죽임을 당하고, 마카베오는 성전을 정화한다. 유대인들은 이를 아다르(Adar)라 하여 기념하는데, 모르드개 기념일의 이틀 전이다.

## 교리

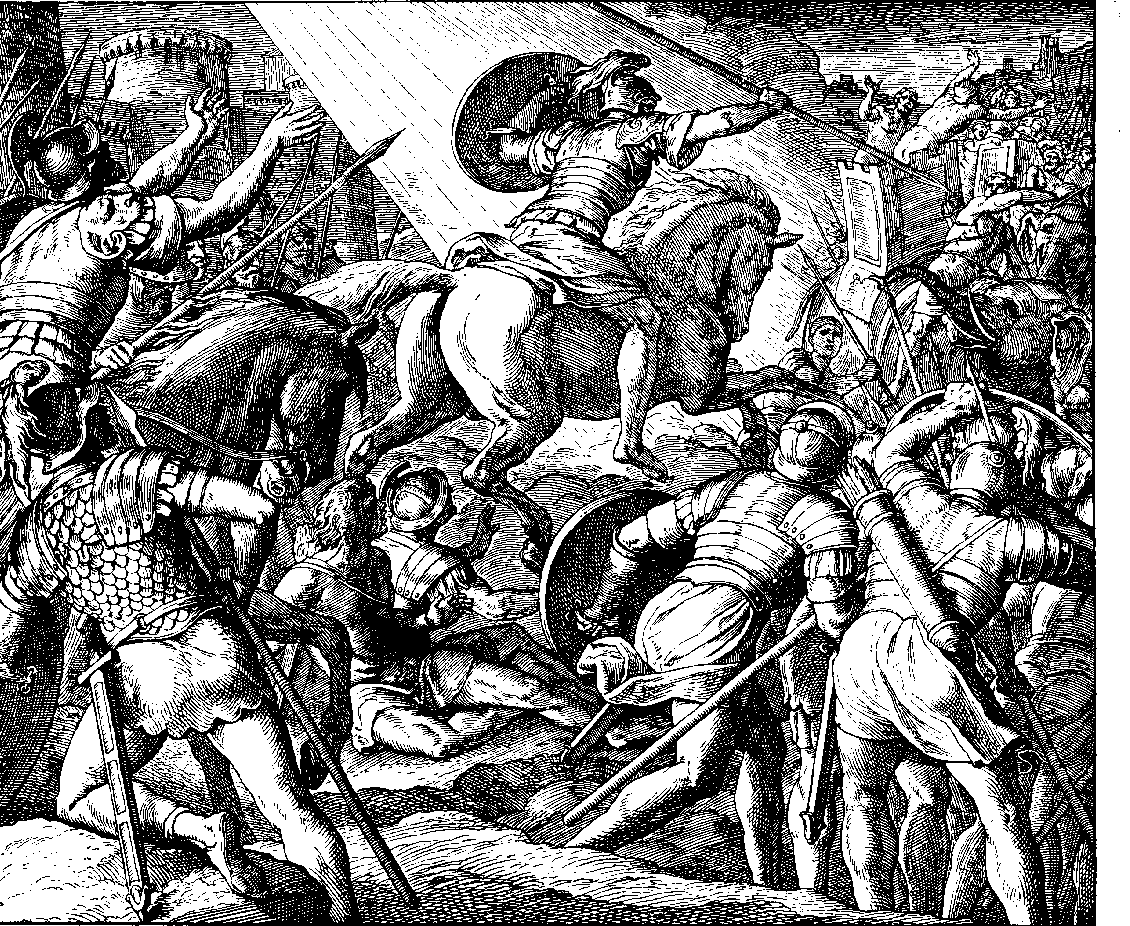
(황금갑주를 입은) 말 위의 기사. 3장의 헬리오도로스 이야기를 묘사한 것으로, Die Bibel in Bildern의 일부이다.

마카베오하에는 바리새인들의 교리로 보이는 내용들을 발견할 수 있으며, 로마 가톨릭교회와 동방 정교회의 교리 역시 이를 반영하고 있다.
마카베오하에서 발견할 수 있는 교리는 다음과 같다.
- 죽은이들을 죄에서 자유롭게 할 수 있는 죽은 자를 위한 기도와 희생제[6][7]
- 순교의 유익
- 성인의 중보(15:11-17). 다만 이는 가톨릭의 해석이다. NAB에서는 14절에 "천국에서 예레미야가 하는 기도는 로마 가톨릭 전승 속에서 성인의 중보에 대한 증거로 취해졌다"는 주석을 달아두었다.[8]
- 죽은 자의 부활
- 무로부터(라틴어: ex nihilo) 천지를 창조하신것에 대한 언급 (7:28)

이 책은 엘르아잘, 어머니와 일곱 아들의 순교에 대해 길게 묘사하고 있는데(6:18-7:42), 이는 중세 기독교인들에게 적잖은 감동이 되었다. 그리스도 이전의 기독교인들을 성인으로 숭상하는 경우는 몇 되지 않는데, 이들은 로마 카톨릭과 동방 정교회의 전례력에서 모두 기념되고 있다. 이들은 중세시대에 기록된 순교 설화들의 첫 번째 모델로 인식된다.
카톨릭 변증가 지미 애킨(Jimmy)은 히브리서 11:35("죽었다가 다시 살아나서 돌아오는 식구들을 만난 여자들도 있습니다. 그러나 어떤 이들은 죽었다가 다시 살아나서 더 나은 생명을 누리려고 석방도 거부하고 고문을 달게 받았습니다.")에서 볼 수 있는 고문 이후의 영생에 대한 개념이 구약성경의 원경전들에서는 등장하지 않다가 마카베오하의 7장에서 처음 등장한다는 사실을 알아냈다.

## 정경성
로마 카톨릭과 동방 정교회는 모두 마카베오하를 정경으로 인정하나, 성공회를 제외한 모든 개신교와 유대교에서는 인정하지 않는다. 다수의 사본에서 마카베오상하는 기원전 2세기경에 만들어진 히브리어 성경의 헬라어 번역본인 칠십인역에 포함된 정황이 나타난다. 다만 일부 사본에서 마카베오상하와 같이 등장하는 마카베오기 3권과 4권, 그리고 시편 151장은 로마 카톨릭에서도 외경취급을 받는다. 일례로 바티칸 사본의 경우 마카베오상하 모두 빠져있고, 시나이 사본의 경우 마카베오상하와 마카베오기 4권이 모두 존재한다. 이는 칠십인역의 초기 사본이 형성될 때 성경 목록이 아직 일관되게 정해진 바가 없었음을 시사한다. 사해 문서에서는 마카베오상하가 모두 빠져있다. 교황 젤라시오 1세의 젤라시오 교령에 의하면 교황 다마소 1세의 로마 공의회(382)에서 정경 목록이 정해졌는데, 여기서 정해진 목록은 마카베오상하를 비롯해서 트리엔트 공의회에서 정해진 목록과 완전히 동일하다고 한다. 마카베오상하는 또한 오리게네스(253), 아우구스티누스(397), 교황 인노첸시오 1세(405), 히포 시노드(393), 카르타고 공의회(397, 419), 사도 교령, 피렌체 공의회(1442), 그리고 트리엔트 공의회(1546)에서 모두 정경으로 인정되었다.
유대교와 개신교들은 외경으로, 로마 카톨릭에서는 제2경전으로 보는 성경들이 초기 기독교인들에 의해 칠십인역에 포함되었다는 주장이 있다. 유대교에서는 서기 90년 얌니아 회의에서 랍비들이 마카베오하를 비롯한 제2경전을 성경목록에서 제거할 것을 주장했다는 이론이 있으나, 현대에는 받아들여지지 않는다. 이것이 사실이라 해도 대부분의 기독교인들이 헬레니즘 유대교의 칠십인역을 통해 성경을 받아들였기 때문에 기독교인들에게 큰 영향은 없었을 것으로 본다. 기독교에서는 제2경전들의 정경성에 대해서 초기 신학자들부터 마르틴 루터 사후 1546년 4월 8일에 구약 정경을 확정지은 트리엔트 공의회까지 많은 학자들의 논쟁이 끊이지 않았다.
비록 마르틴 루터와 초기 종교개혁가들이 마카베오하를 성경에 포함시키긴 했으나, 다른 정경과 동등한 권위를 둔 것은 아니다. 루터는 "나는 마카베오하와 에스델기에 대한 거대한 적이다. 이 책들이 가진 수많은 이교적 부자연스러움들을 볼 때, 이 책들이 우리에게 주어진 것이 아니라고 생각한다."고 말했다. 다른 복음주의 작가들은 이보다는 좀 더 긍정적인 반응을 보인다. 20세기의 작가인  제임스 B. 조던의 경우 마카베오상이 "찬탈자 마카베오가 참된 다윗의 후손이며 참된 대제사장임을 보이기" 위한 "못된 책"인데 비해, "상황에 대한 더 정확한 묘사가 마카베오하에서 주어졌다"고 말한다.

## 참고 문헌
- Borchardt, Francis. 2016. "Reading Aid: 2 Maccabees and the History of Jason of Cyrene Reconsidered." Journal for the Study of Judaism 47, no. 1: 71–87.
- Coetzer, Eugene. 2016. "Heroes and Villains in 2 Maccabees 8:1–36: A Rhetorical Analysis." Old Testament Essays: 419–33.
- Doran, Robert. 1981. Temple Propaganda: The Purpose and Character of 2 Maccabees. Catholic Biblical Quarterly Monograph Series 12. Washington, DC: Catholic Biblical Association.
- --. 2012. 2 Maccabees. Hermeneia. Philadelphia: Fortress.
- Goldstein, J. A. 1983. II Maccabees. Anchor Bible 41A. Garden City, NY: Doubleday.
- Habicht, C. 1976. “Royal Documents in II Maccabees.” Harvard Studies in Classical Philology 80: 1–18.
- Janowitz, Naomi. 2017. The Family Romance of Martyrdom In Second Maccabees. New York: Routledge.
- Kosmin, P. 2016. "Indigenous Revolts in 2 Maccabees: The Persian Version." Classical Philology 111, no. 1: 32–53.
- Schwartz, Daniel R. 2008. 2 Maccabees. Commentaries on Early Jewish Literature. Berlin: De Gruyter.
- Stewart, Tyler A. 2017. "Jewish Paideia: Greek Education in the Letter of Aristeas and 2 Maccabees." Journal for the Study of Judaism 48, no. 2: 182–202.
- Trotter, Jonathan R. 2017. "2 Maccabees 10:1–8: Who Wrote It and Where Does It Belong?" Journal of Biblical Literature 136, no. 1: 117–30.